# Presa Santiago Bayacora
La Presa Santiago Bayacora es una presa ubicada en el municipio de Durango en el estado de Durango en el noroeste de México sobre el río Las Tinajas.